# 装甲機兵ボトムズ
もしかして
- 装甲騎兵ボトムズ

ではありませんか？